# Frances Tomelty
Frances Eleanor Tomelty (* 6. Oktober 1948 in Belfast, Nordirland) ist eine nordirische Schauspielerin. Sie ist bekannt für ihre Auftritte im britischen Fernsehen seit den späten 1960er Jahren.

## Leben
Frances Tomelty wurde 1948 in Belfast als Tochter vom Schauspieler, Dramatiker, Romanautor, Kurzgeschichtenautor und Theatermanager Joseph Tomelty († 1995) und Rena Milligan geboren. Sie wuchs zusammen mit ihrer Schwester Roma Tomelty, Autorin und Schauspielerin, auf. 
Am 1. Mai 1976 heiratete Tomelty nach zwei Jahren Beziehung Sting, den Sänger und Bassisten der späteren Rockband The Police. Sie lernten sich 1974 am Set von Rock Nativity, einem Weihnachtsrockmusical, kennen. Sting und Tomelty haben zwei gemeinsame Kinder, Joseph Sumner und Fuchsia Katherine Sumner. 1984 ließen sich Tomelty und Sting scheiden, nachdem Sting eine Affäre mit der Schauspielerin und der besten Freundin von Frances, Trudie Styler, hatte.

## Karriere
Frances Tomeltys Karriere begann mit dem Theaterstück Cromwell von David Storey. Danach spielte sie in einigen Stücken von Shakespeare. Ihre Fernsehkarriere begann sie mit kurzen Auftritten in einzelnen Folgen der Serien Ukridge im Jahr 1968 und Callan im Jahr 1970. 
Nachdem sie zwischen 1980 und 1990 viele Gastauftritte in einzelnen Episoden von verschiedenen Serien hatte, ging es 1998 mit der Verfilmung von Jahrmarkt der Eitelkeiten (Vanity Fair) und der Serie Lucy Sullivan Is Getting Married wieder bergauf.

## Theater (Auswahl)
- 1973: Cromwell von David Storey, Regie: Anthony Page
- 1975: The Voysey Inheritance von Harley Granville-Barker
- 1980: Shakespeare Macbeth, Lady Macbeth, Regie: Peter O’Toole
- 1984: Shakespeare Richard III., Regie: Bill Alexander
- 2004: Shakespeare Hamlet, Regie: Yukio Ninagwa

## Filmografie (Auswahl)
- 1968: Ukridge (Fernsehserie, eine Folge)
- 1970: Callan (Fernsehserie, eine Folge)
- 1972–1973: Coronation Street (Fernsehserie, 4 Folgen)
- 1973: Harriet's Back in Town (Fernsehserie, 12 Folgen)
- 1975: Die romantische Engländerin (The Romantic Englishwoman)
- 1978: Der Schrecken der Medusa (The Medusa Touch)
- 1978–1979: Detective Sergeant Bulman, Scotland Yard (Strangers, Fernsehserie, 7 Folgen)
- 1979: Testament einer Jugend (Testament of Youth, Miniserie, 2 Folgen)
- 1982: Die unglaublichen Geschichten von Roald Dahl (Tales of the Unexpected, Fernsehserie, eine Folge)
- 1983: Ein tollkühner Himmelhund (Bullshot)
- 1985: Die Jagd nach dem Schwarzgeld (Blue Money, Fernsehfilm)
- 1987: Bellman and True – Gangster wider Willen (Bellman and True)
- 1988: Inspektor Morse, Mordkommission Oxford (Inspector Morse, Fernsehserie, eine Folge)
- 1988: Brennende Betten
- 1989: Jim Bergerac ermittelt (Bergerac, Fernsehserie, eine Folge)
- 1990: Das Feld (The Field)
- 1993: Benny mit den schweren Stiefeln (High Boot Benny)
- 1993: Für alle Fälle Fitz (Cracker, Fernsehserie, 2 Folgen)
- 1994: Land der verlorenen Kinder (Nobody's Children, Fernsehfilm)
- 1994–2015: Casualty (Fernsehserie, 6 Folgen)
- 1995: 99-1 (Fernsehserie, 8 Folgen)
- 1998: Vanity Fair – Jahrmarkt der Eitelkeiten (Vanity Fair, Miniserie, 4 Folgen)
- 1999–2000: Lucy Sullivan Is Getting Married (Fernsehserie, 16 Folgen)
- 2004: Inspector Barnaby (Midsomer Murders, Fernsehserie, eine Folge)
- 2004: New Tricks – Die Krimispezialisten (New Tricks, Fernsehserie, eine Folge)
- 2004: Spooks – Im Visier des MI5 (Spooks, Fernsehserie, eine Folge)
- 2006: The Amazing Mrs Pritchard (Fernsehserie, 4 Folgen)
- 2009: Chéri – Eine Komödie der Eitelkeiten (Chéri)
- 2010–2022: Silent Witness (Fernsehserie, 3 Folgen)
- 2011: Waking the Dead – Im Auftrag der Toten (Waking the Dead, Fernsehserie, 2 Folgen)
- 2011: Law & Order: UK (Fernsehserie, eine Folge)
- 2012: Merlin – Die neuen Abenteuer (Merlin, Fernsehserie, eine Folge)
- 2013: The White Queen (Miniserie, 3 Folgen)
- 2015–2019: Catastrophe (Fernsehserie, 9 Folgen)
- 2016: Peaky Blinders – Gangs of Birmingham (Peaky Blinders, Fernsehserie, eine Folge)
- 2018: Black Earth Rising (Fernsehserie, eine Folge)
- 2020: Gangs of London (Fernsehserie, eine Folge)
- 2020: Warrior Nun (Fernsehserie, 2 Folgen)
- 2021: Der Doktor und das liebe Vieh (All Creatures Great and Small, Fernsehserie, eine Folge)
- 2022: Call the Midwife – Ruf des Lebens (Call the Midwife, Fernsehserie, eine Folge)
- 2023: The Nevers (Fernsehserie, 4 Folgen)
- 2023: The Woman in the Wall (Fernsehserie, 6 Folgen)

## Deutsche Synchronstimmen

### Filme
- 1978, in Schrecken der Medusa, wird Frances von der deutschen Schauspielerin und Synchronsprecherin Andrea Brix vertont.
- 1983, in Ein tollkühner Himmelhund, wird Frances von der deutschen Schauspielerin und Synchronsprecherin Ilse Pagé vertont.
- 1994, in Land der verlorenen Kinder wird Frances von der deutschen Schauspielerin und Synchronsprecherin Marianne Groß vertont.
- 2009, in Chéri wird Frances von der deutschen Schauspielerin und Synchronsprecherin Sonja Deutsch vertont.

### Serien
- Helga Sasse in Jim Bergerac ermittelt (Staffel 7)
- Marion Hartmann in Silent Witness (Staffel 13)
- Arianne Borbach in Spooks – Im Visier des MI5 (Episode 1) & Catastrophe (Staffel 1, 2, 3)
- Joseline Gassen in New Tricks – Die Krimispezialisten (Episode 5 / Staffel 1)
- Isabella Grothe in The White Queen (Episode 2, 3, 6 / Staffel 1)
- Denise Gorzelanny in Black Earth Rising (Episode 1)
- Luise Lunow in Warrior Nun (Episode 1 und 4 / Staffel 1) und Gangs of London (Episode 1)[2]